# 青达拉街道
青达拉街道是中华人民共和国新疆维吾尔自治区博尔塔拉蒙古自治州博乐市下辖的一个街道办事处。

## 行政区划
青达拉街道下辖以下村级行政区划单位：
秀苑社区、银河社区、建国路社区、八一路社区、天山路社区、宏运社区、工业园社区、祥和社区、健康路社区、书香社区、红星路社区、仁和社区。